# Purworejo (Donomulyo)
Purworejo is een bestuurslaag in het regentschap Malang van de provincie Oost-Java, Indonesië. Purworejo telt 7574 inwoners (volkstelling 2010).